# Polyrhachis appendiculata
Polyrhachis appendiculata är en myrart som beskrevs av Carlo Emery 1893. Polyrhachis appendiculata ingår i släktet Polyrhachis och familjen myror. Inga underarter finns listade i Catalogue of Life.